# イチネンパーキング
株式会社イチネンパーキング（ICHINEN PARKING CO.,LTD.）は大阪市淀川区に本社を置く企業。イチネンホールディングスの完全子会社。1919年創業ならびに設立。

## 会社概要

### 旧・株式会社オートリ
大阪・船場に本社を置く綿布問屋数社が、大鳥織布株式会社を大阪府堺市に設立したのが始まりである。1988年10月に株式会社オートリに商号変更した。長らく織布の製造販売を行い、旧式の質感の高いデニム生地を生産していた。主に滋賀県長浜市にあった工場で生産されていたが、2008年に操業を停止している。その後繊維事業は2014年3月に撤退した。
1990年にオリエントコーポレーション傘下に入り、クレジットカードの顧客獲得のプロモーションや、コインパーキング「Park-it!」の運営に事業を拡大。2007年には金券ショップとして知られる甲南チケットを子会社化。2009年には日本ホテルファンド株式会社を子会社化（2010年に吸収合併）しファクタリング事業にも進出した。かつてはYahoo! JAPANで、オークションサイトでのネットショップ「Diamond Silk」を運営していた。なお、2020年にビジネスソリューション事業を同じオリエントコーポレーション子会社の株式会社ホロニックに譲渡するなどし、コインパーキング事業以外の事業からは順次撤退した。
2011年にオリエントコーポレーションが株式公開買付けを実施し、94.9％の株式を取得。2012年にいわゆる二段階買収によりオリエントコーポレーションの完全子会社となったが(現在の東京証券取引所スタンダードでの上場廃止)、2022年3月31日付でイチネンホールディングスへ全株式が譲渡され、オートリはイチネンホールディングスの完全子会社となった。

### 株式会社イチネンパーキング（初代）
燃料販売を祖業とし、自動車リース事業などを行っていた株式会社イチネン（現・イチネンホールディングス）は、2002年8月より「One Park」のブランドでコインパーキング事業を開始していたが、2008年10月に持株会社体制への移行にともないコインパーキング事業を新たに設立した株式会社イチネンパーキング（初代）に会社分割した。

### 株式会社イチネンパーキング（2代）
2023年4月1日、オートリを存続会社として株式会社イチネンパーキング（初代）を吸収合併（逆さ合併）し、株式会社イチネンパーキング（2代）に商号変更した。
存続会社である旧・オートリはオリエントコーポレーションの完全子会社となった2012年6月に本社を東京都に移転していたが、今回の合併および商号変更にともない本社を大阪に戻した。

## 事業所
- 本社 - 大阪府大阪市淀川区西中島四丁目3番8号　新大阪阪神ビル6F
- 東京支店（旧・オートリ本社） - 東京都港区芝浦四丁目2番8号 住友不動産三田ファーストビル8F